# Funaria chevalieri
Funaria chevalieri là một loài Rêu trong họ Funariaceae. Loài này được P. de la Varde mô tả khoa học đầu tiên năm 1943.